# Yang Qianyu
Yang Qianyu, née le 7 mars 1993, est une coureuse cycliste hongkongaise. Active sur piste et sur route, elle est notamment championne d'Asie sur route en 2017.

## Palmarès sur piste

### Championnats du monde
- Saint-Quentin-en-Yvelines 2015
  - 14e de la poursuite par équipes
  - 14e du scratch
- Londres 2016
  - 8e du scratch
- Hong Kong 2017
  - 13e de la poursuite par équipes
  - 20e de la course aux points
  - 22e de la poursuite
- Apeldoorn 2018
  - 20e de la course aux points[1]
  - 22e de la poursuite individuelle[2]
- Pruszków 2019
  - 5e de la course aux points
  - 20e de la poursuite individuelle
- Glasgow 2023
  - 23e de la poursuite individuelle

### Jeux asiatiques
- Jakarta 2018
  -  Médaillée d'argent de l'américaine
- Hangzhou 2022
  -  Médaillée d'argent de la course à l'américaine
  -  Médaillée de bronze de la poursuite par équipes

### Championnats d'Asie
- Astana 2014
  -  Médaillée d'argent du scratch
  -  Médaillée de bronze de la poursuite par équipes
- Nakhon Ratchasima 2015
  -  Médaillée d'argent de la poursuite
  -  Médaillée d'argent de la poursuite par équipes
- Izu 2016
  -  Médaillée d'argent de la poursuite
- New Dehli 2017
  -  Médaillée d'argent de la poursuite par équipes
- Jincheon 2020
  -  Championne d'Asie de la course aux points (avec Pang Yao)
- Nilai 2023
  -  Médaillée d'argent de l'élimination
- Nilai 2025
  -  Médaillée de bronze de la poursuite par équipes

### Championnats nationaux
- Championne de Hong Kong de poursuite par équipes en 2014
- Championne de Hong Kong de vitesse par équipes en 2015
- Championne de Hong Kong de la course aux points en 2017 et 2018
- Championne de Hong Kong de l'américaine en 2018

## Palmarès sur route

### Par années
- 2013
  - 2e du championnat de Hong Kong sur route
  - 3e du championnat de Hong Kong du contre-la-montre
- 2014
  - 2e du championnat de Hong Kong sur route
  - 3e du championnat de Hong Kong du contre-la-montre
- 2015
  - 2e du championnat de Hong Kong sur route
  - 2e du championnat de Hong Kong du contre-la-montre
- 2016
  -  Championne de Hong Kong du contre-la-montre
  - Tour de Thaïlande :
    - Classement général
    - 3e étape

  - 2e du championnat de Hong Kong sur route
- 2017
  -  Championne d'Asie sur route
  -  Championne de Hong Kong sur route
  - 4e du championnat d'Asie du contre-la-montre
- 2018
  -  Championne de Hong Kong du contre-la-montre
  - 2e du championnat de Hong Kong sur route
  - 4e de la course sur route des Jeux asiatiques
  - 6e du championnat d'Asie sur route
- 2019
  - 2e du championnat de Hong Kong du contre-la-montre
  -  Médaillée de bronze du championnat d'Asie du contre-la-montre par équipes
- 2023
  -  Médaillée d'or de la course en ligne aux Jeux asiatiques
- 2025
  -  Médaillée de bronze du championnat d'Asie du contre-la-montre par équipes mixtes

### Classements mondiaux
| Année                                 | 2013 | 2014 | 2015 | 2016 | 2017 | 2018 | 2019 | 2020 | 2021 | 2022 | 2023 |
| ------------------------------------- | ---- | ---- | ---- | ---- | ---- | ---- | ---- | ---- | ---- | ---- | ---- |
| Classement UCI                        | 266e | 310e | 244e | 111e | 115e | 119e | 191e | nc   | nc   | nc   | 107e |
|                                       |      |      |      |      |      |      |      |      |      |      |      |
| Légende : nc = non classéSource : UCI |      |      |      |      |      |      |      |      |      |      |      |